# Symbolia costaricensis
Symbolia costaricensis är en tvåvingeart som beskrevs av Robinson 1966. Symbolia costaricensis ingår i släktet Symbolia och familjen styltflugor.
Artens utbredningsområde är Costa Rica. Inga underarter finns listade i Catalogue of Life.